# بيت الشتاء (ذمار)
بيت الشتاء هي إحدى قرى الجمهورية اليمنية. تتبع جغرافيا لمحافظة ذمار وإداريًا لمديرية مغرب عنس. يبلغ تعداد سكانها 1138 نسمة حسب الإحصاء الذي أجري عام 2004.